# أسيف أوكادير (تفراوتن)
أسيف أوكادير هو دُوَّار يقع بجماعة تافراوتن، إقليم تارودانت، جهة سوس ماسة في المملكة المغربية. ينتمي الدوّار لمشيخة تفراوتن التي تضم 27 دوار. يقدر عدد سكانه بـ 669 نسمة حسب الإحصاء الرسمي للسكان والسكنى لسنة 2004.

## روابط خارجية
- البوابة الوطنية للجماعات الترابية
- المندوبية السامية للتخطيط